# 서순석
서순석(1971년 5월 12일~)은 대한민국의 휠체어 컬링 선수이다. 